# Aminodihydroindendicarbonsäure
1-Amino-2,3-dihydro-1H-inden-1,5-dicarbonsäure oder AIDA ist ein fester, meist grober pulverförmiger Stoff mit charakteristischem Geruch aus der Stoffgruppe der Indanderivate.

## Gewinnung und Darstellung
AIDA kann aus Indan-carbaldehyden mit (R)-Prolin als Katalysator gewonnen werden.

## Verwendung
AIDA wird in der pharmakologischen Forschung verwendet. Das Einsatzgebiet beschränkt sich im Einsatz als selektiver Inhibitor für Subtyp 1 Metabotrope Glutamatrezeptoren.